# كأس جورجيا 2009–10
كأس جورجيا 2009–10 هو موسم من كأس جورجيا. أشرف على تنظيمه اتحاد جورجيا لكرة القدم، وكان عدد الأندية المشاركة فيه 28، وفاز فيه نادي دينامو تبليسي.